# Graues Corps
Der Jungenbund Graues Corps, war ein elitärer Bund der deutschen Jugendbewegung mit etwa 300 bis 400 Mitgliedern. Das Graue Corps gilt als eines der bekanntesten Bünde im Reichsausschuss der Deutschen Jugendverbände.

## Geschichte
Gegründet wurde der Jugendbund von Alfred Schmid, auch bekannt unter seinem Fahrtennamen „Fred. Schmidt“. Ihm verdankte das Graue Corps in außerordentlichem Maße seine Existenz. Schmid war zuvor Mitglied der Baseler Schülergruppe des „B.K.“ (Bibelkreis) von der er sich 1922 oder 1923 löste und den Jugendbund „Basler Ring“ gründete, der sich an die deutsche Jugendbewegung anlehnte. 1926 nahm er Kontakt zu bündischen Gruppen in Süddeutschland auf, was 1930 zur Gründung des Bundes „Das Graue Corps“ führte. Die Organisation wurde von ihm bis zum Verbot der Bünde durch die nationalsozialistische Regierung 1934 geführt.
Ebenso wie das „Graue Corps“ spaltete sich die dj.1.11 auf dem Lager in Ludwigswinkel (28. Juli bis 3. August 1930) von der Deutschen Freischar ab. Im Juni 1934 wurde der Bund von den Nationalsozialisten aufgelöst. Ein dritter Bund war Der Jugendbund „Trucht“ unter Führung von Karl Christian Müller mit dem Fahrtennamen „Teut“.
Der Bund war nach den Prinzipien der Auslese, des Gehorsams und der körperliche Ertüchtigung ausgerichtet. Zu den Disziplinen gehörten neben dem Stockfechten mit nacktem Oberkörper das Schwimmen und paramilitärische Kampfübungen. Nicolaus Sombart beschreibt Schmid und seine Aktivitäten in seinem Buch «Jugend in Berlin. 1933–1943» und urteilt, das Elite-Ideal des Grauen Corps habe dem des Schwarzen Korps, das in den Napolas der SS um diese Zeit verwirklicht werden sollte, „wie ein Ei dem anderen geglichen“.